# Kanton Beaujeu
Kanton Beaujeu (francouzsky Canton de Beaujeu) je francouzský kanton v departementu Rhône v regionu Rhône-Alpes. Tvoří ho 17 obcí.

## Obce kantonu
- Avenas
- Beaujeu
- Chénas
- Chiroubles
- Émeringes
- Fleurie
- Juliénas
- Jullié
- Lantignié
- Les Ardillats
- Marchampt
- Quincié-en-Beaujolais
- Régnié-Durette
- Saint-Didier-sur-Beaujeu
- Vauxrenard
- Vernay
- Villié-Morgon